# 民主労働党 (韓国 2012)
民主労働党（みんしゅろうどうとう、韓国語: 민주노동당）は、韓国の政党。

## 概要
統合進歩党の比例候補予備選不正事件に端を発する党内抗争の結果、統合進歩党を離党した魯会燦や沈相奵らが参加した「新しい進歩政党推進会議」（以下、推進会議）や柳時敏を中心とする旧国民参与党勢力を主体として2012年10月31日に進歩正義党（しんぽせいぎとう、韓国語: 진보정의당）として結成され、2013年7月21日の党大会で党名を正義党（せいぎとう、韓国語: 정의당）へ変更した。
「韓国型社会民主主義」の実現を目指すとしており、社会民主主義を志向している。シンボルカラーは進歩正義党時代は紫朱色と緑色で正義党になった後もしばらく使われていたが、2014年1月に黄色に変更された。
2024年の第22代総選挙を前に、正義党は緑色党と合意を交わした。1月30日に正義党が党名を緑色正義党（りょくしょくせいぎとう、韓国語: 녹색정의당）に変更し、2月2日に緑色党の主要人物が合流する形で選挙のための連合政党を構成した。しかし4月10日の投開票の結果、緑色正義党は全員が落選した。選挙後、党名を「正義党」に再変更した。
第21代大統領選挙を控えた2025年5月5日、党名を民主労働党へ変更した。

## 沿革

### 進歩正義党結成
比例候補不正予備選後、統合進歩党は党指導部選挙を経て反主流派である姜基甲を代表とする指導部が発足、党刷新を図った。しかし、不正選挙の当事者とされる主流派議員2名の除名案が議員総会で否決された事をきっかけに、姜代表は旧主流派と決別した新党結成を表明した。
2012年8月7日、沈相奵や魯会燦、柳時敏などが参加した「進歩政治革新の会」（以下、革新の会）を発足させ、旧主流派を除いた広範な進歩勢力結集を図る事を決定した。
9月16日、革新の会は推進会議に転換することを決定、新党結成に向けた動きを強化した。10月14日の推進会議の会合で、同月21日までに過度的な新党を結成、2013年度中に労働界や進歩勢力を結集させた新党を改めて結成することを宣言した。党名については「新進歩政党推進会議」や「労働福祉党」及び「社会民主党」など9つの案が出されたが、10月7日に発足した創党準備委員会で党名を「進歩正義党」とすることを決定した。
10月21日に結党大会を開催、10月31日に政党登録を完了し、全党員による賛否投票を経て12月に行われる第18代大統領選挙の候補に沈相奵を選出した。
大統領選挙候補者登録最終日の11月26日、沈は民主統合党の文在寅候補の支持を表明して立候補を辞退することを表明。12月2日には文在寅と沈相奵が会談し、民主統合党と進歩正義党による政策連合を実現することで合意した。
2013年3月14日、『安全企画部Xファイル』に関連し通信秘密保護法違反に問われていた魯会燦共同代表に対する再上告審で懲役4ヶ月・執行猶予1年の有罪判決が確定した。有罪判決確定によって、魯共同代表は議員職を喪失することになった。魯共同代表の議員職喪失によって行われることになった蘆原区丙選挙区補選では第18代大統領選挙における有力候補者の一人であった安哲秀が当選し、失った議席の回復はできなかった。補選直後の5月2日には院内代表である姜東遠が離党を表明したことにより、正義党の国会議席数は5議席となり、統合進歩党を下回って第4党に後退した。

### 進歩正義党から正義党へ
6月16日、進歩正義党は革新党大会を開催し、進歩政治革新7大対国民約束を採択すると共に、現在の「進歩正義党」から党名を改正する案件も全員一致で採択した。党大会で採択された7大対国民約束では、進歩党の候補者予備選不正事件で発覚した覇権主義と北朝鮮に対する姿勢、民主労総との関係に対する反省を踏まえ、北朝鮮の非核化推進、平和体制構築に逆行する動きに真っ向から批判し、党と労働運動の関係を正常化することが盛り込まれた。7月21日に行われた革新党大会にて党名を「正義党」に改称、盧武鉉政権時代に大統領府（青瓦台）報道官を務めた千皓宣を党代表に選出した。
2014年3月に民主党と安哲秀率いる新政治連合（結党準備委員会）が統合新党結成を表明したことに対しては、参加する意思が無いことを明確に示した。また元代表である魯会燦元議員がマスコミとのインタビューで選挙制度改革を前提にするなら統合を検討するとしたことに対しては、趣旨と内容が誤解されて伝わっており、党内ではそのような議論が無いと一線を引いた。同年6月4日に行われた第6回全国同時地方選挙の主戦場となったソウル特別市長選挙と京畿道知事選挙では、自党候補が出馬することによる野党勢力分裂の回避、統合新党の市長・知事候補者になる可能性が高い朴元淳ソウル市長と金相坤前京畿道教育監が比較的進歩性向の人物であることも考慮して候補者を立てず。仁川でも新政治民主連合の市長候補である宋永吉を支援する一方で、前回2010年6月2日の第5回全国同時地方選挙で野党統一候補として当選した正義党所属の東区と南洞区の区長が新政治民主連合の支援を受けた。しかし選挙では、新政治民主連合にの支援を受けた仁川市東区と南洞区の区長が僅差で落選、蔚山広域市長候補であった趙承洙も落選、基礎議会議員11名を当選させるに留まった。
地方選挙直後の7月に行われた国会議員再補選では、代表の千皓宣（水原市丙）や前代表の魯会燦（ソウル市銅雀区乙選挙区）など6名が立候補、野党候補一本化を図るため、24日に千皓宣他1名が立候補を辞退、魯会燦は新政治民主連合候補の辞退で野党統一候補となったが、当選者を出すことは出来なかった。

### 進歩勢力の統合
2015年7月18日に行われた党代表選挙で、前院内代表の沈相奵を新たな代表に選出した。同年11月22日、正義党は統合革新政党の建設を推進してきた国民の集いや進歩結集プラス（労働党の一部党員が結成した政治団体）、労働政治連帯と統合党大会を開催、統合政党としての正義党が発足。常任代表には旧・正義党代表の沈相奵が就任した。
2016年4月13日の第20代総選挙では、地域区で魯会燦（慶尚南道昌原市城山区選挙区）と沈相奵（京畿道高陽市甲選挙区(徳陽区の一部と一山東区の一部)）の2名が当選、比例代表では4名が当選し、合計6議席を得た。
2017年5月9日の第19代大統領選挙では、党公認候補の沈相奵が2,017,458票･得票率6.17%を獲得し、（狭義の）進歩政党の大統領候補としてそれまで最高だった第16代大統領選挙の権永吉の957,148票･得票率3.9％を大きく上回った。
2018年6月13日の第7回全国同時地方選挙では、広域自治体議員比例代表選挙の政党得票率で8.97%を得て、共に民主党と自由韓国党に次ぐ3位となった。光州市と全羅北道では共に民主党に次ぐ第二党となった。当選者数も、4年前の地方選挙では基礎自治体議員11人だけだったが、今回の選挙では広域議員11人と基礎議員26人が当選した。
2020年4月15日の第21代総選挙で6議席を獲得し、国会で共に民主党・未来統合党・未来韓国党・共に市民党に次ぐ第5党となった。その後、未来韓国党・共に市民党の消滅に伴い国会第3党となっている。

## 歴代代表

### 進歩正義党代表 (2012-2013)
| 代 | 名前          | 肖像 | 任期           | 任期          |
| 代 | 名前          | 肖像 | 就任           | 辞任          |
| -- | ------------- | ---- | -------------- | ------------- |
| 1  | 魯会燦 (共同) |      | 2012年10月31日 | 2013年7月21日 |
| 1  | 趙俊虎 (共同) |      | 2012年10月31日 | 2013年7月21日 |

### 正義党代表 (2013-2024)
| 代              | 名前   | 肖像 | 任期           | 任期           |
| 代              | 名前   | 肖像 | 就任           | 辞任           |
| --------------- | ------ | ---- | -------------- | -------------- |
| 1               | 千皓宣 |      | 2013年7月21日  | 2015年7月18日  |
| 2               | 沈相奵 |      | 2015年7月18日  | 2017年7月11日  |
| 3               | 李貞味 |      | 2017年7月11日  | 2019年7月13日  |
| 4               | 沈相奵 |      | 2019年7月13日  | 2020年10月12日 |
| 5               | 金鍾哲 |      | 2020年10月12日 | 2021年1月25日  |
| 代行            | 金潤起 |      | 2021年1月25日  | 2021年1月29日  |
| 非常対策 委員長 | 姜恩美 |      | 2021年1月30日  | 2021年3月24日  |
| 6               | 余永国 |      | 2021年3月24日  | 2022年6月2日   |
| 非常対策 委員長 | 李恩周 |      | 2022年6月2日   | 2022年10月28日 |
| 7               | 李貞味 |      | 2022年10月28日 | 2023年11月6日  |
| 代行            | 裵晋教 |      | 2023年11月6日  | 2023年11月15日 |
| 非常対策 委員長 | 金俊佑 |      | 2023年11月15日 | 2024年1月30日  |

### 緑色正義党代表 (2024)
| 代 | 名前   | 肖像 | 任期          | 任期          |
| 代 | 名前   | 肖像 | 就任          | 辞任          |
| -- | ------ | ---- | ------------- | ------------- |
| 1  | 金俊佑 |      | 2024年1月30日 | 2024年5月20日 |

### 正義党代表 (2024-2025)
| 代 | 名前   | 肖像 | 任期          | 任期          |
| 代 | 名前   | 肖像 | 就任          | 辞任          |
| -- | ------ | ---- | ------------- | ------------- |
| 1  | 金俊佑 |      | 2024年5月20日 | 2024年5月27日 |
| 2  | 権英国 |      | 2024年5月27日 | 2025年5月5日  |

### 民主労働党代表 (2025-)
| 代 | 名前   | 肖像 | 任期         | 任期 |
| 代 | 名前   | 肖像 | 就任         | 辞任 |
| -- | ------ | ---- | ------------ | ---- |
| 1  | 権英国 |      | 2025年5月5日 | 現職 |

## 党勢推移

### 大統領選挙
| 代     | 年月日       | 候補者 | 得票数    | 得票率 | 当落        |
| ------ | ------------ | ------ | --------- | ------ | ----------- |
| 第19代 | 2017年5月9日 | 沈相奵 | 2,017,458 | 6.17%  | 落選（5位） |
| 第20代 | 2022年3月9日 | 沈相奵 | 803,358   | 2.38%  | 落選（3位） |
| 第21代 | 2025年6月3日 | 権英国 | 344,150   | 0.98%  | 落選（4位） |

### 総選挙
定数はすべて300。
| 代     | 年月日        | 代表   | 結果 | 結果   | 結果     | 議席占有率 | 得票率 (地域区) | 得票率 (比例代表) | 備考 |
| 代     | 年月日        | 代表   | 合計 | 地域区 | 比例代表 | 議席占有率 | 得票率 (地域区) | 得票率 (比例代表) | 備考 |
| ------ | ------------- | ------ | ---- | ------ | -------- | ---------- | --------------- | ----------------- | ---- |
| 第20代 | 2016年4月13日 | 沈相奵 | 6    | 2      | 4        | 0.02%      | 1.65%           | 7.24%             |      |
| 第21代 | 2020年4月15日 | 沈相奵 | 6    | 1      | 5        | 0.02%      | 1.71%           | 9.67%             |      |
| 第22代 | 2024年4月10日 | 金俊佑 | 0    | 0      | 0        | 0.00%      | 0.37%           | 2.15%             |      |

### 全国同時地方選挙
| 回    | 年月日        | 代表   | 結果 | 広域団体長 | 基礎団体長 | 広域議会 | 広域議会 | 広域議会 | 基礎議会 | 基礎議会 | 基礎議会 |
| 回    | 年月日        | 代表   | 結果 | 広域団体長 | 基礎団体長 | 合計     | 地域区   | 比例代表 | 合計     | 地域区   | 比例代表 |
| ----- | ------------- | ------ | ---- | ---------- | ---------- | -------- | -------- | -------- | -------- | -------- | -------- |
| 第6回 | 2014年6月4日  | 千皓宣 | 11   | 0          | 0          | 0        | 0        | 0        | 11       | 10       | 1        |
| 第7回 | 2018年6月13日 | 李貞味 | 37   | 0          | 0          | 11       | 1        | 10       | 26       | 17       | 9        |
| 第8回 | 2022年6月1日  | 余永国 | 9    | 0          | 0          | 2        | 0        | 2        | 7        | 6        | 1        |

出典：선거통계시스템（選挙統計システム）、2018年8月30日閲覧。

## 広報動画の盗用
2018年8月27日にYouTubeに公開された正義党の広報アニメ動画が、新海誠の短編アニメ「クロスロード」の複数のシーンと酷似していたことから、この広報動画がクロスロードの各シーンをほぼ丸写ししたトレーシングにより制作された疑惑が韓国国内でもちあがった。これを受けて広報動画は同月29日に削除され、同月30日に正義党は報道発表にて「公報チームの担当者が新海誠監督の熱烈なファンで勝手にトレーシングを行ってしまったが、その映像の問題を発見できずに配布してしまった責任を深く痛感する」とトレーシングを行って盗用した事を認め、知的財産を侵害したことで新海誠とファンに迷惑をかけたとして公式に謝罪した。

## 対日関係
2018年11月6日、正義党のチェ・ソク報道官は、日韓協力委員会に所属する塩崎恭久衆議院議員が、訪韓時に各党の議員らに徴用工裁判の判決について問題提起を行った件について、「醜態、非常識」とし「とうてい黙過できない」と批判を行った。